# Duecento

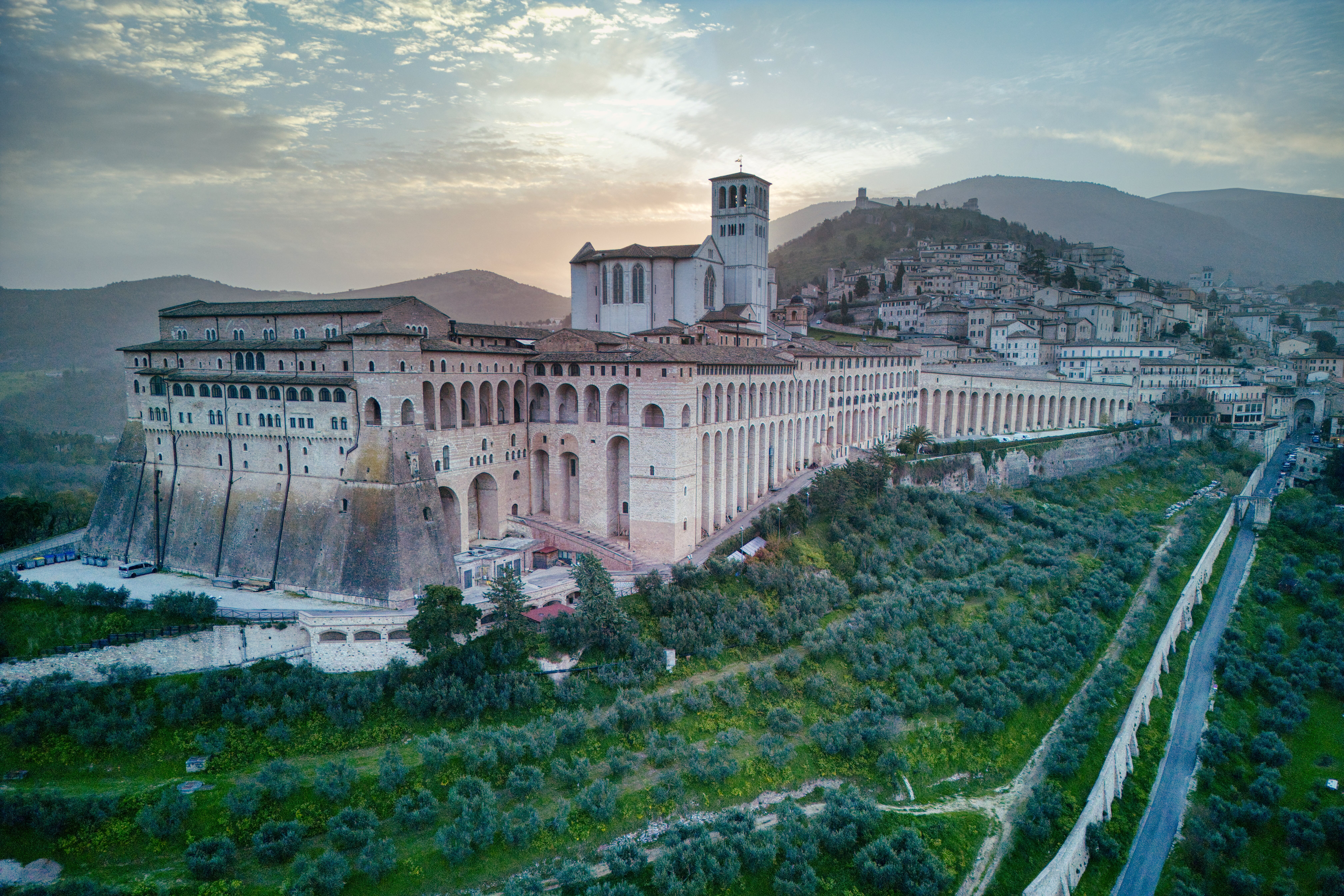
La Basilique Saint-François-d'Assise, à Assise. C'est l'un des chantiers les plus marquants du Duecento, où les artistes vont se rencontrer et échanger sur l'art, ce qui fera advenir cette « conscience italienne » dans l'art.

Duecento /ˌdueˈt͡ʃɛnto/ qu'on rencontre également en Dugento (italien médiéval), désigne le XIIIe siècle dans l'histoire en Italie et est utilisée dans tous les ouvrages de référence sur les arts de cette période de la pré-Renaissance. C’est une période de transition entre l’art roman et l’émergence progressive du gothique, avec l’émergence d’une « conscience italienne ». Au cours du Duecento, l’Italie a vu émerger une identité artistique propre à elle, s’éloignant des styles byzantins et romans. De plus, c’est à cette époque qu’une langue vernaculaire commence à se former et qu’une littérature italienne émerge. Cette période est marquée par un double mouvement : un renouveau artistique et une affirmation linguistique. Elle ouvre ainsi la voie au Trecento et à la Renaissance.

## Contexte politique, social et économique
À cette époque, la péninsule italienne est divisée en trois régions principales : le royaume de Naples dans le sud, les États de l'Église au centre, et le royaume d'Italie au nord, qui relève de l'autorité du Saint-Empire romain germanique. Toutefois, le nord se distingue par l’indépendance de ses multiples cités-États, ce qui entraine un paysage politique morcelé : « le Nord de la péninsule à la fin du XIIe et au XIIIe siècle se définit politiquement comme communal, articulé sur ces villes».

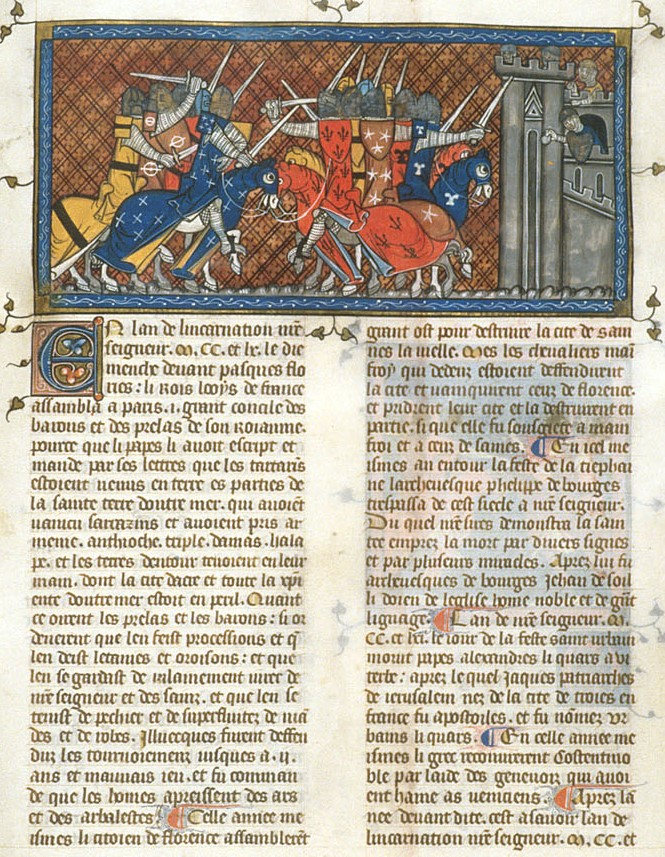
Enluminure représentant la Bataille de Montaperti (1260), causée par ce conflit entre Guelfes et Gibelins.

Les communes du nord et du centre de l’Italie sont à la fois des centres économiques et des lieux de conflits politiques et sociaux. Elles ont une forte identité locale et connaissent des luttes internes et entre elles. Le « popolo » demande plus de pouvoir, tandis que les élites résistent. Certaines communes deviennent même seigneuriales, annonçant un régime « monarchique ». L’accumulation de richesse par les familles marchandes renforce les inégalités. L’un des principaux conflits du XIIIe siècle est l’opposition entre les Guelfes, partisans de la papauté, et les Gibelins, alliés du Saint-Empire romain germanique. Ce conflit, qui a commencé comme un affrontement entre l’Empereur et le Pape pour dominer l’Italie, a divisé les cités-États, chacune choisissant son camp. Dans ce contexte, « un pullulement de forces antagonistes » règne, qui animent des rivalités entre les communes. (Prenons le simple exemple de Florence, de Sienne et de la bataille de Montaperti en 1260.) Bien que des divisions politiques et des conflits existent entre les villes, un sentiment d’appartenance à une culture partagée émerge, en raison des coutumes urbaines et des spécificités régionales. Chaque ville a son identité propre, grâce à ses institutions, fêtes et saints locaux. Cependant, l’Italie est avant tout une référence culturelle et mémorielle, plutôt qu’une entité politique. Ce climat de changement constant et d’agitation sert de fondement pour l’identité culturelle future de l’Italie, face au monde en constante évolution : « Tout bouge : les hommes, les paysages, le décor du coin de la rue. Tout change : les instruments et les usages de la vie quotidienne, comme les rouages de la chose publique, les institutions et les formes du politique ».

## Un carrefour d'influences

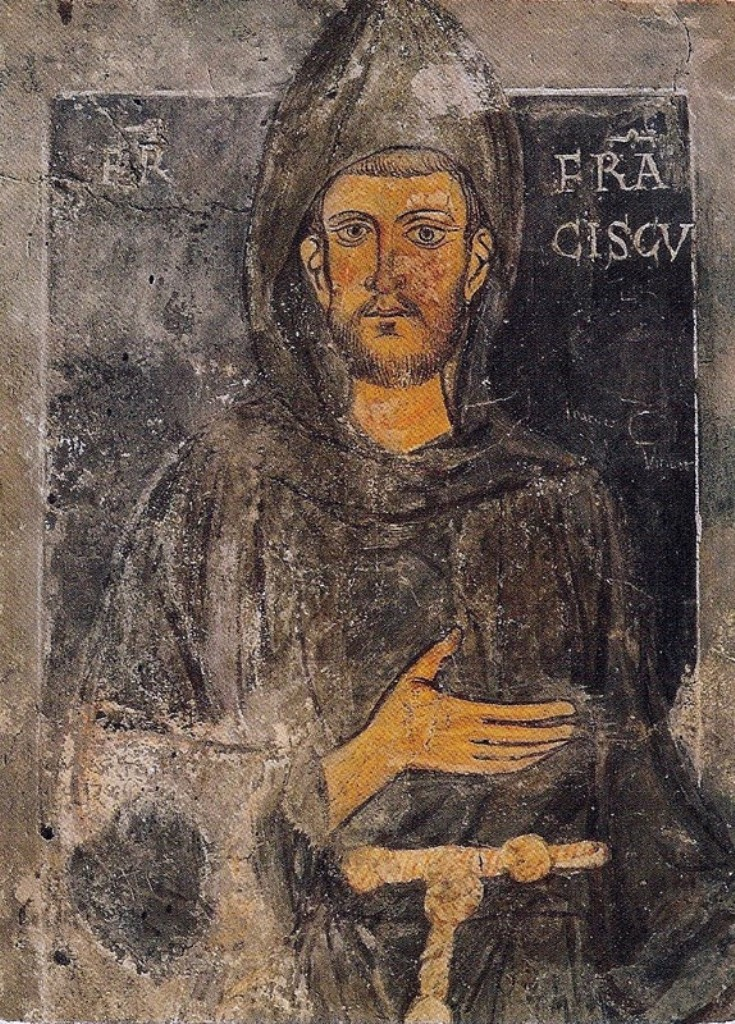
Représentation de saint François d'Assise.

Ce bouleversement politique a aussi créé une nouvelle dynamique intellectuelle. L’Italie du XIIIe siècle se distingue par « la juxtaposition de deux pays distincts, l’un relevant du Saint-Empire et participant à la culture occidentale, surtout par la Lombardie, l’autre par le royaume de Naples et la Sicile, relevant de la culture proprement méditerranéenne et byzantine ». Cette diversité favorise la créativité. L’essor des villes et des universités, ainsi que l’influence des ordres mendiants, ont profondément marqué le paysage religieux et intellectuel, en favorisant la diffusion d’un savoir hors du cadre monastique. En effet, contrairement aux moines cloîtrés, les Franciscains et les Dominicains ont développé une forme de prédication plus accessible:  « Contrairement au moine, qui se retirait du monde pour mener une vie contemplative, l'activité principale du frère, c'est-à-dire un membre d'un ordre mendiant, était de voyager et de prêcher ». Saint François d’Assise (1182-1226) est l’incarnation de ce mouvement. Il prônait une foi plus accessible, basée sur la pauvreté, l’amour de la nature et une relation personnelle avec Dieu. « L'apparition de saint François d'Assise a marqué le réveil de la conscience italienne ; l'interminable rivalité politique du Sacerdoce et de l'Empire devait provoquer une réaction « mystique », le besoin d'une religion plus intime. » Alors que les Franciscains favorisent un style artistique émotionnel et narratif dans leur conception de l’art religieux, les Dominicains, axés sur l’enseignement et le combat contre les hérésies, participent au développement de la théologie. Ces transformations spirituelles et intellectuelles ont renforcé l’identité culturelle italienne en dépassant les divisions politiques. Ainsi, au XIIIe siècle, une nouvelle vague de créativité émerge, caractérisée par l’influence byzantine et le renouveau de l’art roman.

## L'influence byzantine et l'art roman

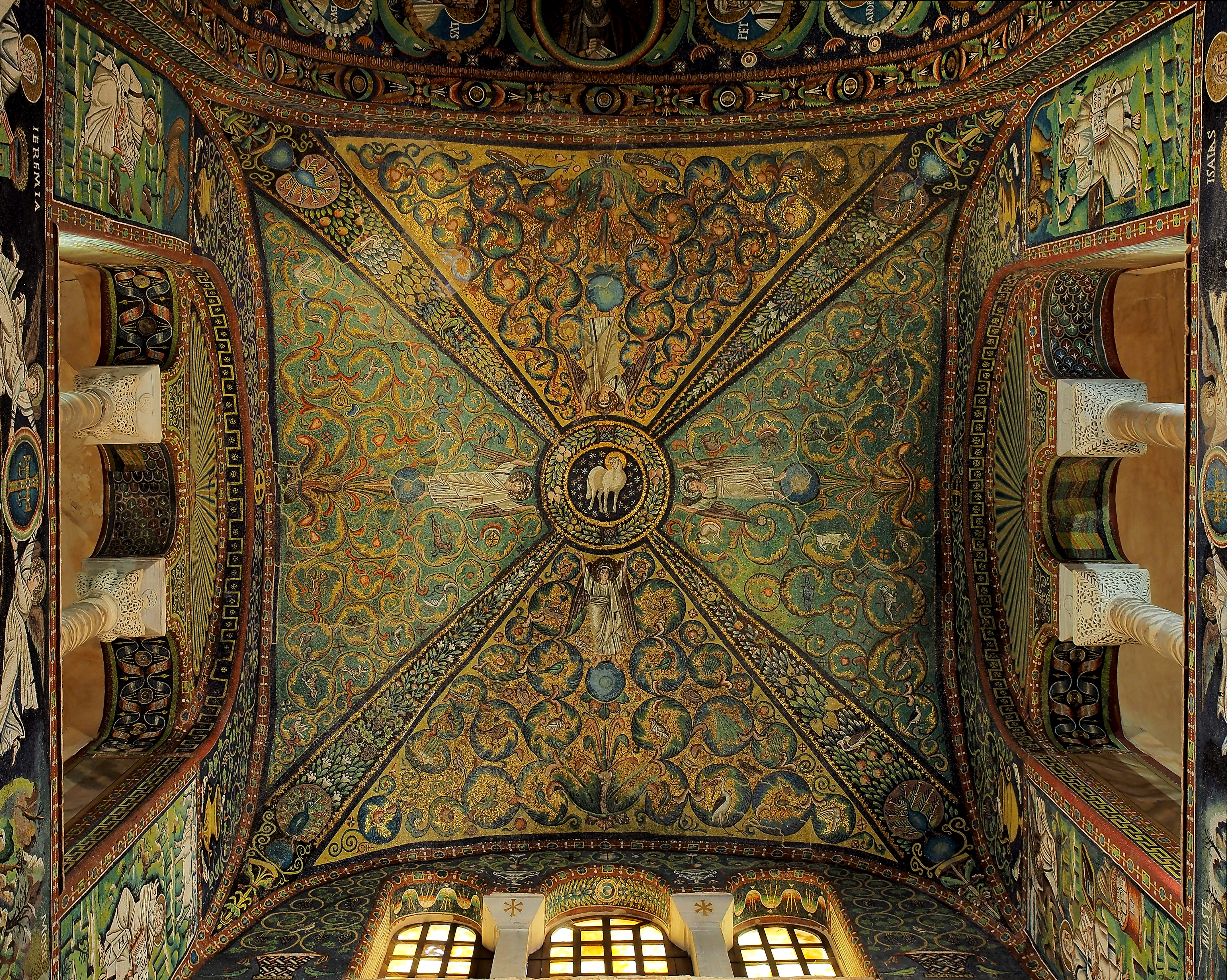
Exemple de mosaïque byzantine, située dans la Basilique San Vitale de Ravenne.

Bien que le Duecento soit considéré comme une période de rupture, l’art byzantin a eu une influence durable, en particulier au début du XIIIe siècle. Cet héritage, issu des échanges culturels et commerciaux entre l’Italie et l’Orient, s’observe dans divers domaines artistiques, tels que la peinture et la mosaïque. « Même si le monde latin connaît ses propres renaissances, [...] l’art byzantin reste la référence absolue en termes d’art et de spiritualité. Au Moyen Âge, Constantinople apparaît comme le conservatoire d’une civilisation romaine perdue et l’atelier où se conçoivent les images les plus irréprochables. Loin d’être un carcan dont il faut se libérer, l’art byzantin est le terreau sur lequel s’épanouit la première Renaissance italienne. »  Les influences ne sont pas des obstacles, mais servent de base pour que les artistes italiens créent leur propre identité. De plus, les pèlerinages ont permis la diffusion des idées et des styles artistiques en Europe. Les pèlerins médiévaux, en se rendant aux lieux saints du christianisme, ont diffusé des idées et des modèles artistiques. Les représentations divines, reproduites dans les lieux sacrés, étaient ramenées dans leurs villes d’origine et parfois même agrandies.
L’art roman, qui a dominé l’Italie jusqu’au milieu du XIIIe siècle, est encore visible aujourd’hui. « L’Italie romane est, en somme, l’image réduite de la chrétienté tout entière.» De la fin du XIe au début du XIIIe siècle, de nombreux lieux de culte ont été construits, des cathédrales aux simples églises, reflétant la puissance de l’architecture romane. Elle est marquée par des formes nettes, composée de colonnes et de voûtes arrondies. De plus, les bâtiments religieux sont orientés vers l’est, symbolisant le Christ, et sont en forme de croix. L’art y est intégré sous forme de bas-reliefs illustrant des scènes bibliques.

## Une mutation artistique entre tradition et renouveau

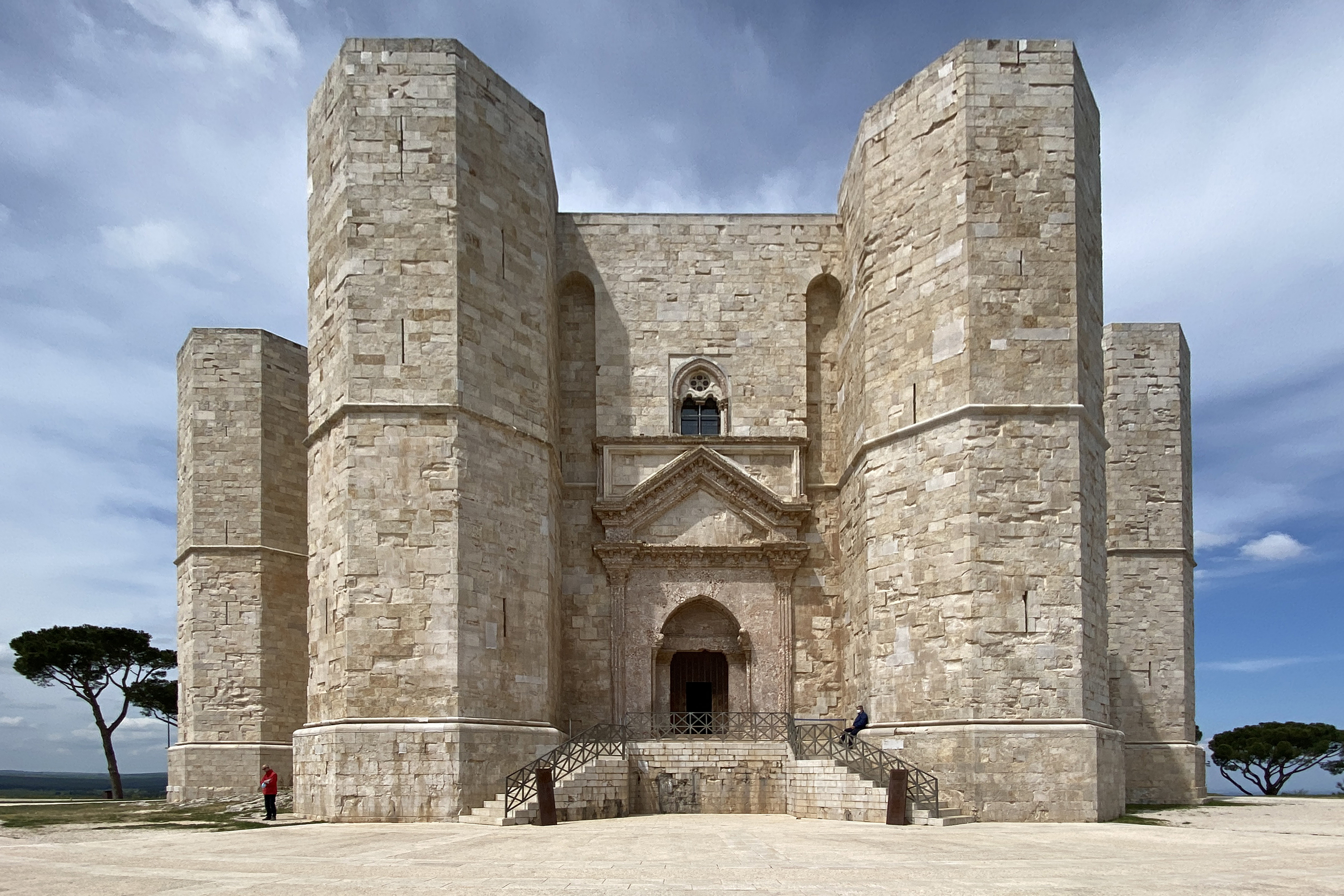
Le château de Frédéric II en Pouille, le Castel Del Monte.

À partir de 1250 environ, l'art italien connaît une profonde mutation, caractérisée par une prise de conscience progressive de sa « vocation originale ». Cela se manifeste dans divers domaines artistiques : l’architecture en Toscane, la sculpture avec Nicola et Giovanni Pisano, ainsi que la peinture, représentée par les mosaïstes romains et les fresques du chantier d’Assise. Cette période, inspirée par les styles gothique et byzantin, les combinent, comme le montrent le château de Frédéric II en Pouilles et les œuvres de sculpture de Nicola Pisano. L’art franciscain, initialement simple, est devenu plus riche, comme le prouvent les fresques du cycle d’Assise. André Chastel observe une transformation stylistique en Italie, qui n’est pas une rupture brutale ni un retour au naturalisme antique, mais plutôt un renouveau « mystique » avec Cimabue et Giotto, ainsi qu’un renouveau « classique » avec Giovanni Pisano. Ce tournant marque donc l’évolution de l’image, qui passe d’un « signal de la recordatio » à un outil narratif et expressif plus complexe. L’Italie centrale, et notamment Rome et Assise, deviennent les principaux foyers de cette production artistique. On y trouve des maîtres comme Cimabue, Torriti, Cavallini, et Arnolfo di Cambio.

## Évolution des arts visuels: peinture, sculpture et architecture
Cette période marque un tournant dans l’histoire de l’art italien. C’est une période de formation d’un art distinctif, qui est marquée par l’émergence du message de Saint François d’Assise, ayant une profonde influence sur l’art. L’art s’inspire de son message de simplicité, d’humilité et d’amour pour la nature, créant ainsi des œuvres émouvantes, humaines et narratives.

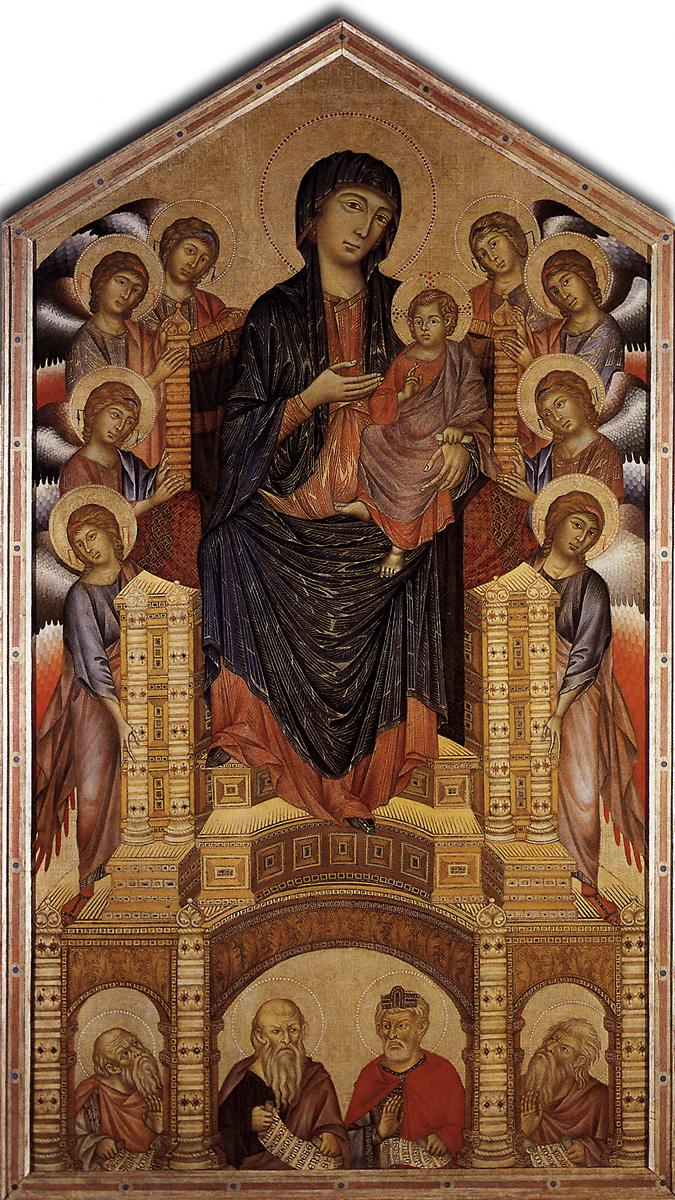
Maestà de Cimabue.

Les artistes du Duecento, comme Cimabue, ont contribué à cette évolution; Cimabue (1240-1302) est un artiste qui a marqué la transition en s’éloignant des conventions de l’art byzantin. Ses œuvres, comme la Maestà de Santa Trinita, marquent une transition vers le naturalisme, car elles donnent plus de volume et de présence aux figures humaines. Il a posé ainsi les bases d’une nouvelle approche de l’espace et des personnages, mettant l’accent sur la profondeur et l’expressivité.
Duccio di Buoninsegna (v. 1255-1318) est un artiste siennois qui a également contribué à la peinture italienne. Sa Maestà, un retable pour la cathédrale de Sienne, est un chef-d'œuvre qui montre de quelle manière l’héritage byzantin s’est mélangé à cette nouvelle sensibilité. Il se démarque dans la représentation des émotions, en particulier dans les visages des saints et des personnages divins.  Cette pièce annonce une forme d’art visuel plus accessible et qui s’aligne mieux avec les préoccupations humaines.
Giotto di Bondone (v. 1267-1337), élève de Cimabue, poursuit cette évolution. Les fresques de la chapelle Scrovegni à Padoue représentent l’une de ses réalisations majeures. Il y donne vie à des scènes bibliques en les imprégnant d’une profonde humanité et en accordant une attention minutieuse aux détails. Il dépasse clairement l’art byzantin en développant un style pictural plus fluide et plus naturel.
À la même époque, l’architecture du Duecento connaît une transformation majeure, en partie grâce à l’expansion des ordres mendiants, comme les Franciscains et les Dominicains. Ces derniers sont à l’origine de la construction d’églises simples, fonctionnelles, et dépouillées. La basilique d’Assise, avec ses deux églises superposées, est un exemple remarquable de cette architecture qui combine des éléments romans et gothiques, tout en respectant l’idéal spirituel et pratique des mendiants.

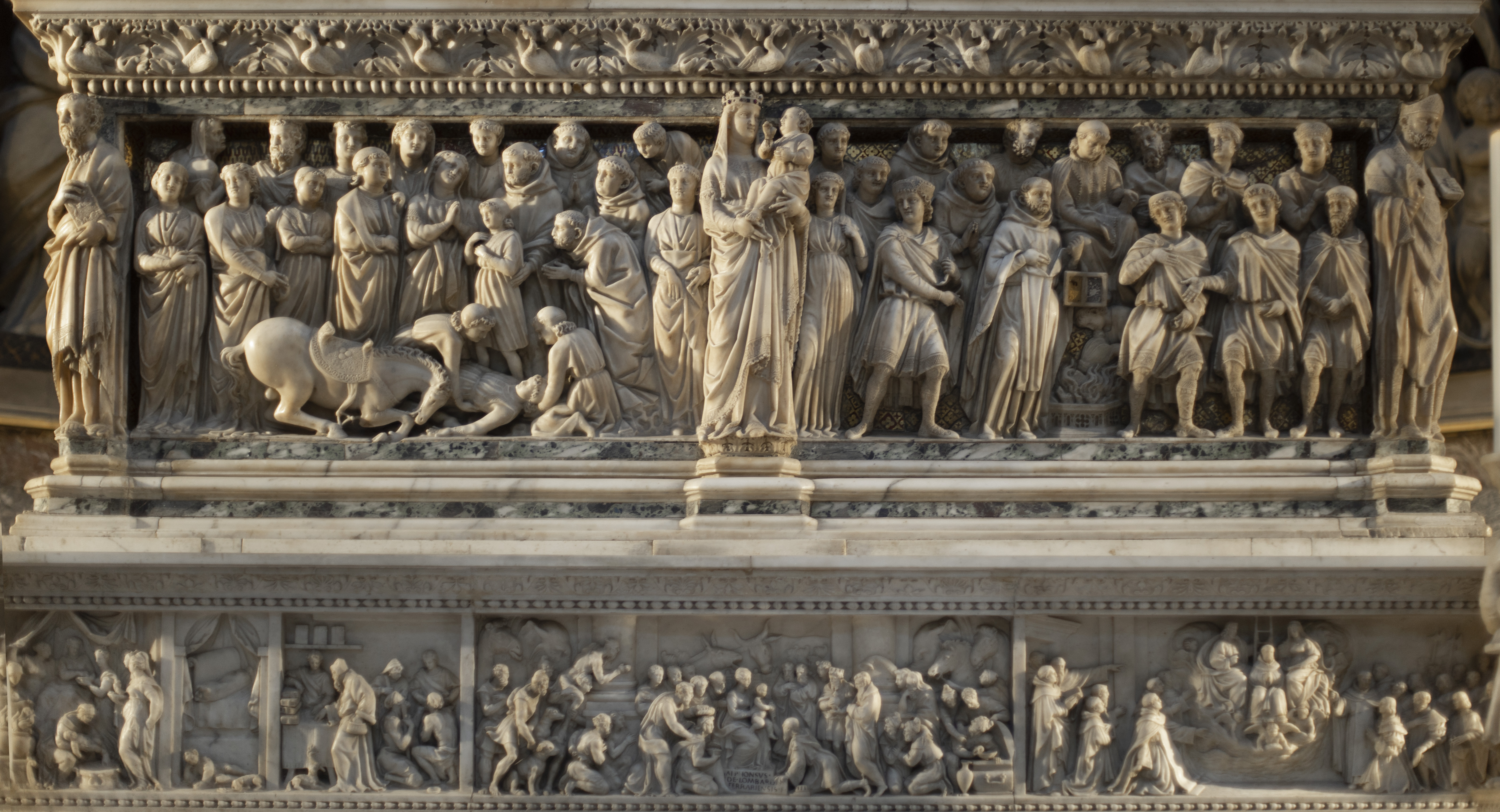
Sculpture de Nicola Pisano

La sculpture du XIIIe siècle, quant à elle, se transforme également avec Nicola Pisano et son fils, Giovanni. Influencé par l’Antiquité, Nicola Pisano (v. 1210-1284) introduit des formes plus naturelles et expressives dans ses sculptures. Sa chaire du baptistère de Pise, avec ses reliefs narratifs, constitue un chef-d’œuvre de l’art gothique italien, alliant la figure humaine et la complexité des scènes bibliques. Giovanni Pisano (v. 1250-1314), fils de l’artiste, a approfondi cette tendance en renforçant la grâce des mouvements et l’intensité émotionnelle des personnages.
Par conséquent, le Duecento représente une étape cruciale dans l’évolution de l’art italien. Ce n’est pas seulement un renouvellement esthétique, c’est aussi une relecture spirituelle et narrative du monde. L’influence de saint François, l’émergence de grands artistes tels que Cimabue, Giotto et Duccio, ainsi que l’introduction de nouveaux styles architecturaux et sculpturaux, ont favorisé le développement de la Renaissance. Ces innovations permettent à l’art italien de se distinguer de l’art médiéval européen. Elles préparent le terrain aux développements ultérieurs, qui seront marqués par un retour plus affirmé à l’Antiquité et une exploration plus poussée de l’humanité dans l’art.

## Évolution des lettres: langue vernaculaire, littérature et musique
Le Duecento marque également une étape importante dans l’évolution de la langue, de la littérature et de la musique en Italie. C’est vers ce moment-là que la langue parlée émerge et gagne en importance dans l’écriture, remplaçant graduellement le latin. Elle s’étend ainsi aux domaines de la politique et de la religion, permettant de communiquer avec un auditoire plus vaste. Bien que le latin continue d’être la langue écrite des érudits, on observe une multiplication des dialectes régionaux, témoignant de la diversité culturelle italienne.

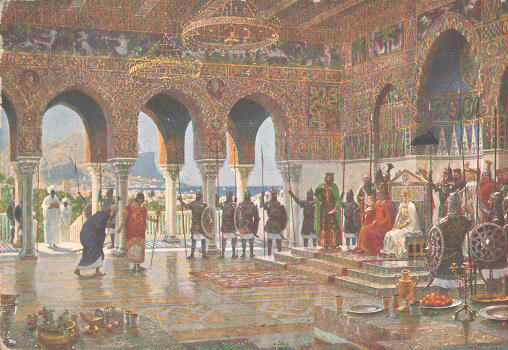
Représentation de la cour de Frédéric II à Palerme.

Ce processus d’utilisation de la langue vernaculaire trouve un terrain propice dans les cités-États dirigées par le « popolo », où l’objectif est de rendre les textes accessibles à tous. Les communes reconnaissent les langues locales tout en continuant de rédiger en latin pour les documents officiels. Parallèlement, une sous-culture urbaine se développe, encourageant la rédaction d’articles, de souvenirs, d’autobiographies et de récits personnels dans un style familier. De plus, à la cour du roi Frédéric II, à Palerme, l’école sicilienne émerge, écrivant en dialecte local et créant une poésie lyrique influencée par les troubadours provençaux. Cette poésie, protégée grâce à la protection impériale, marque l'une des premières étapes du développement d'une littérature en langue vernaculaire en Italie. Par conséquent, les poètes siciliens créent un nouveau genre littéraire qui connaîtra un enrichissement pendant tout le siècle.
Les monastères bénédictins et les ordres mendiants, dont l’influence est manifeste grâce à saint François d’Assise et son Cantique des créatures, ont également contribué à la propagation de la poésie lyrique religieuse dans la langue vernaculaire. Ainsi, la poésie religieuse en langage vernaculaire est intrinsèquement liée à la pensée franciscaine, en proposant une manière innovante de comprendre et de célébrer la nature et la spiritualité dans le langage populaire.
Aussi, le dolce stil novo, caractérisé par l’utilisation d’un langage raffiné, émerge à la fin du Duecento. Il utilise une langue sophistiquée et polie pour exprimer des émotions délicates et des concepts philosophiques profonds. Les poètes du dolce stil novo vont au-delà de l’approche réaliste des troubadours. Ils créent une poésie plus abstraite, avec des symboles et des images complexes. La frontière entre le symbolisme et le réel devient parfois floue. Ce mouvement est l’ancêtre de la poésie de Dante et de Pétrarque, qui annoncent le début de la Renaissance.
À cette époque, la musique est principalement influencée par le chant religieux médiéval, mais elle connait également l’émergence de nouveaux styles. La musique polyphonique se développe lentement, et, même si peu de compositions de cette époque ont subsisté, on peut en apprécier quelques-unes. Un moment clé de cette évolution musicale est aussi l’initiative de saint François d’Assise, avec, encore une fois, son Cantique des créatures. Celui-ci marque le début d’une tradition de la poésie lyrique en langue vernaculaire, ainsi qu’un genre musical où l’on chante directement en italien.
En bref, la poésie et la musique sont profondément transformées par l’influence des troubadours, des poètes siciliens, ainsi que par l’engagement spirituel des ordres mendiants. Ces facteurs ont contribué à rendre ces formes artistiques plus largement accessibles. Cette évolution crée une base pour le développement futur de l’humanisme et de la Renaissance italienne.

## Héritage et influence du Duecento
Le Duecento, bien qu’il soit souvent considéré comme une période intermédiaire, est en réalité un tournant important dans l’avènement de la Renaissance italienne. Ce siècle est marqué par une multitude d’innovations artistiques et littéraires qui ont ouvert la voie à un renouveau culturel, s’épanouissant pleinement au Trecento.
L’une des principales innovations du Duecento est l’émergence de l’art naturaliste. Giotto, une figure importante de cette transformation, a influencé considérablement l’art de la Renaissance. Au même moment, le Duecento a donné naissance à une forme de poésie dans la langue vernaculaire, incarnée par des auteurs tels que Dante, notamment grâce à  La Divine Comédie. Cette œuvre n’a pas seulement marqué la littérature italienne, elle a aussi profondément influencé les écrits de Boccace et de Pétrarque au Trecento.
Cette période n’est pas un cas isolé, mais plutôt l’aboutissement complexe de diverses influences. L’art italien du Duecento combine des éléments byzantins, gothiques et romans, ce qui crée un style artistique original qui va au-delà des traditions précédentes. Cette fusion se reflète dans les arts sacrés et profanes, qui utilisaient souvent le même langage visuel, mettant en évidence la connexion entre les expressions sacrées et profanes. Le Duecento se distingue aussi par une activité intense dans la construction médiévale, qui témoigne de l’effervescence artistique et culturelle de cette période.  
En somme, le Duecento prépare et nourrit la floraison de la Renaissance italienne. Il influence profondément l’art, la littérature et les sciences des siècles à venir.